# Csemő, Pesta
Csemő  este un sat în districtul Cegléd, județul Pesta, Ungaria, având o populație de 4.191 de locuitori (2011). 

## Demografie
Componența etnică a satului Csemő
     Maghiari (97,28%)
     Necunoscut (0,94%)
     Alții (1,78%)
Componența confesională a satului Csemő
     Fără religie (41,66%)
     Romano-catolici (21,59%)
     Reformați (13,48%)
     Necunoscută (22,09%)
     Alte religii (2,27%)
Conform recensământului din 2011, satul Csemő avea 4.191 de locuitori. Din punct de vedere etnic, majoritatea locuitorilor (97,28%) erau maghiari. Apartenența etnică nu este cunoscută în cazul a 0,94% din locuitori. Nu există o religie majoritară, locuitorii fiind persoane fără religie (41,66%), romano-catolici (21,59%) și reformați (13,48%). Pentru 22,09% din locuitori nu este cunoscută apartenența confesională.